# 네이선 갬블
네이선 갬블(Nathan Gamble, 1998년 1월 12일~)은 미국의 배우이다.

## 출연 작품
- 스케이트 갓(2019)
- 돌핀 테일 2(2014)
- 돌핀 테일(2011)
- 25 힐(2011)
- 더 홀(2009)
- 말리와 나(2008)
- 다크 나이트(2008)
- CSI 라스베가스 시즌8(2007)
- 미스트(2007)
- 바벨(2006)